# とうほく天間農業協同組合
とうほく天間農業協同組合（とうほくてんまのうぎょうきょうどうくみあい、略称：JAとうほく天間、とうほく天間農協）は2010年3月まで存在し、青森県上北郡東北町に本所を置いていた農業協同組合。
2010年4月1日をもって、上北地域3農協（野辺地町・らくのう青森・倉内地区酪農）と共に新設合併したゆうき青森農業協同組合の発足に伴って解散し、9年間の歴史に幕を下ろした。

## 沿革
- 2001年4月1日 - とうほく・天間林の2農協が新設合併し、とうほく天間農業協同組合が発足。
- 2010年4月1日 - 当農協と野辺地町・らくのう青森・倉内地区酪農の3農協と共に新設合併してゆうき青森農業協同組合発足に伴い、解散。

## 店舗
すべて上北郡
- 本所 - 東北町塔ノ沢山1-311
- 六ヶ所支所 - 六ヶ所村平沼久保68-2
- 天間林支所 - 七戸町森ノ上198

## 主な作物
- コメ
- 長いも
- ニンジン
- ダイコン など